# Hypotrachyna cendensis
Hypotrachyna cendensis är en lavart som beskrevs av Hale & López-Figueiras. Hypotrachyna cendensis ingår i släktet Hypotrachyna och familjen Parmeliaceae.   Inga underarter finns listade i Catalogue of Life.